# Chanson
Chanson är ett franskt ord som betyder visa, sång. Sedan 1800-talet betyder ordet i Frankrike både folkliga visor och varieté- och kabarévisor samt även tonsatta, mer seriösa, dikter. Tidigare förekom även benämningen chansonett på en lite mer lättsam visa. 
En klassisk chanson ackompanjeras i huvudsak av dragspel, fiol eller piano. Musiken spelar dock en underordnad roll och fokus ligger istället på själva sångtexten som traditionellt sett brukar kännetecknas av komplicerade ordlekar och poetiska utspel, oftast om kärlek eller med mer burleska teman i centrum. Denna typ av chanson är den typ som kallas Chanson réaliste, och växte fram på 1880-talet.
Dryckesvisor i genren, kallas för "chanson à boire". Genren har hämtat inspiration från många områden, opera, varieté,  madrigal, traditionella trouvère-sånger och nu senast från jazz. I sin tur har den gett inspiration till brasiliansk musik. 
Tidigare former som chanson de geste och chanson courtoise kan även räknas in i genren. Dessa kunde dock vara helt utan musik och avsedda att läsas, snarare än sjungas. En speciell rysk variant finns även - rysk chanson. 
Idag kallas genren i Frankrike chanson française.

## Artister
- Charles Aznavour
- Gilbert Bécaud
- Jacques Brel
- Maurice Chevalier
- Jean Ferrat
- Leo Ferré
- Juliette Gréco
- Mireille Mathieu
- Édith Piaf
- Charles Trenet
- Barbara Pravi